# Everything Will Be Alright in the End
Albums de Weezer
Death to False Metal
(2010) Weezer
(2016)
Everything Will Be Alright in the End est le neuvième album du groupe Weezer, paru le 7 octobre 2014 chez Republic. Il est produit par Ric Ocasek, qui avait déjà produit deux albums du groupe dans le passé, Weezer (1994) et Weezer (2001).
L'album marque un retour à un son proche des débuts de Weezer, où le leader du groupe, Rivers Cuomo, aborde des thèmes tel que le rapport avec les fans, les femmes ou la paternité. Il est cité comme l'un des albums de Weezer les plus réussi depuis Pinkerton.

## Titres
1. Ain't Got Nobody - 3:21
2. Back To The Shack - 3:05
3. Eulogy for a Rock Band - 3:25
4. Lonely Girl - 2:49
5. I've Had It Up to Here - 2:49
6. The British Are Coming - 4:08
7. Da Vinci - 4:05
8. Go Away - 3:13
9. Cleopatra - 3:11
10. Foolish Father - 4:31
11. I. The Waste Land - 1:56
12. II. Anonymous - 3:19
13. III. Return to Ithaka - 2:17